# Shock site
Shock site (doslova přeloženo jako šokující stránka) je druh webové stránky obsahující urážlivý, násilný, odpudivý, nevhodný, nepříjemný nebo pornografický obsah, který má za účel šokovat jejich návštěvníka v době, kdy to nečeká. Některé šokující stránky zobrazí jen obrázky a zvuky, jiné videa, nebo galerii obrázků. Odkazy na ně často kolují prostřednictvím e-mailu, ale obsahy šokujících stránek se zobrazují i ve videích na internetu. Šokující stránky se často šíří internetem za účelem trollování a odkazy na ně bývají běžně umisťovány do internetových diskuzí ve snaze podvodně přimět ostatní k jejich návštěvě.

## Příklady šokujících stránek

### 2girls1cup.com
2 Girls 1 Cup je virální video, které zobrazuje dvě dívky oddávající se koprofilním (včetně koprofágie) a emetofilním sexuálním praktikám. S narůstající popularitou tohoto videa se stránka, která ho obsahovala, stala jednou z nejznámějších šokujících stránek na internetu.

### 2guys1horse.com
Další již zaniklá stránka, dohledatelná přes Web Archiv. Jedná se o video, které zobrazuje Američana Kennethyho Pinyana, který se nechal análně penetrovat hřebcem. Video je zakončeno ejakulací koně do análu. Muže po následném incidentu vyhodili u nedaleké nemocnice a ujeli. Muž později na následky zánětu pobřišnice zemřel (viz Enumclaw horse sex case).

### Blue waffle
Blue waffle (česky modrá vafle) není typickou šokující stránkou, neboť nebyla vytvořena přímo za účelem šokování. Šokující efekt je vyvolán způsobem, jakým jsou na ni návštěvníci odkazováni. Obvykle je jim doporučeno jít na Google, zadat "Blue waffle" a kliknout na tlačítko Zkusím štěstí (toto tlačítko přesouvá návštěvníka přímo na první stránku ve vyhledávání). Poté se dostanou na www.documentingreality.com, kde je zobrazena těžce infikovaná vagína (waffle je v angličtině slangový výraz pro vagínu).

### Goatse.cx
Na této stránce byl umístěn obrázek muže, který v předklonu ukazuje anální otvor doširoka roztažený jeho prsty. Původní stránka již neexistuje, ale na internetu se nachází několik mirrorů.

### Lemonparty.org
Šokující stránka s pornografickým obsahem. Zobrazuje fotografii tří starších mužů, kteří provádějí orální sex. Odkaz na stránku bývá vzhledem k svému pojmenování často používán i mimo internet jako léčka na plakátech, letácích a transparentech.

### Meatspin
Meatspin je jednou z mladších shock site, obsahuje filmovou smyčku ve formě flashe. Smyčka obsahuje detailní záběr na homosexuální anální styk dvou mužů, kdy první sedí na klíně toho druhého otočený zády k němu, takže je možno sledovat točení jeho penisu způsobené jejich pohyby (odtud název rotace masa z anglického meat spin). Stránka zobrazuje i počítadlo, kolik rotací návštěvník už viděl. Na pozadí hraje skladba You Spin Me Round (Like a Record) od Dead or Alive.

### Tubgirl.com
Stránka tubgirl.com obsahovala obrázek nahé Asiatky ležící na zádech ve vaně se zadnicí mířící do vzduchu. Proud žluté tekutiny stříká z jejího řitního otvoru a přistává na jejím maskovaném obličeji. Její pohlavní orgány jsou rozpixelizovány. Původní stránka již neexistuje, ale opět lze nalézt několik mirrorů.

### Bahenní garnát
Bahenní garnát je městská legenda o mladé ženě, která přišla o život při velmi bizarním sledu nechutných událostí. Masturbovala s využitím živého raka, který do její vaginy vyloučil vajíčka bahenních garnátů, která předtím sežral. Protože tato vajíčka prošla trávicím traktem raka bez úhony, jak je v přírodě obvyklé, garnáti se jí ve vagině později vylíhli. Žena v šoku omdlela a při pádu si roztříštila hlavu o okraj záchodové mísy. Tato legenda již mnoho let koluje po internetových diskusních fórech a sociálních sítích.